# Gironniera parvifolia
Gironniera parvifolia är en hampväxtart som beskrevs av Jules Émile Planchon. Gironniera parvifolia ingår i släktet Gironniera och familjen hampväxter. Inga underarter finns listade i Catalogue of Life.